# イーグルス・ライヴ
『イーグルス・ライヴ』(Eagles Live) は、アメリカのロック・バンドであるイーグルスが1980年11月に発表した初のライブ・アルバム（2枚組）。全米6位を記録した。
1976年10月20日 – 22日と、1980年7月27日 – 31日のライブの模様を収録している。

## 収録曲

### Side 1
1. ホテル・カリフォルニア - Hotel California
2. ハートエイク・トゥナイト - Heartache Tonight
3. 言いだせなくて - I Can't Tell You Why

### Side 2
1. ロング・ラン - The Long Run
2. ニュー・キッド・イン・タウン - New Kid in Town
3. この人生に賭けて - Life's Been Good (Joe Walsh)

### Side 3
1. セヴン・ブリッジズ・ロード - Seven Bridges Road (Steve Young)
2. 時は流れて - Wasted Time
3. テイク・イット・トゥ・ザ・リミット - Take It to the Limit
4. ドゥーリン・ドルトン (リプライズ2) - Doolin-Dalton (Reprise II)
5. ならず者 - Desperado

### Side 4
1. サタデイ・ナイト - Saturday Night
2. オール・ナイト・ロング - All Night Long (Walsh)
3. 駆け足の人生 - Life in the Fast Lane
4. テイク・イット・イージー - Take It Easy